# Tsvetta Kaleynska
Tsvetta Kaleynska, en búlgaro Цвета Калейнска (Veliko Tarnovo, 19 de junio de 1988), más conocida como Tsvetta, es una escritora, consultora en marketing y modelo búlgara. Tsvetta se hizo internacionalmente conocida por su participación en el Concurso Internacional de modelos Miss Diáspora 2010, celebrado en la ciudad de Nueva York.

## Primeros años de vida
Tsvetta nació y se crio en Veliko Turnovo (Bulgaria), en el seno de una familia cuyos progenitores se dedican profesionalmente a la docencia universitaria y a la ginecología, ambos de ascendencia búlgara. Ella lleva el nombre de su abuela, el cual significa ‘flor’ en búlgaro. Además su lengua materna, el búlgaro, Tsvetta habla inglés, francés, español e italiano.
En 2008, Tsvetta se trasladó a los Estados Unidos con una beca de estudios para continuar su educación superior. En 2012, se graduó en St. Francis College en la doble titulación de Dirección de Marketing y Negocios Internacionales y Economía. Actualmente está cursando un Máster en el Baruch College, el cual pertenece a la Universidad de la ciudad de Nueva York.

## Escritos y actividades
En 2011, Tsvetta publicó su primer libro de poesía, "Las flores del cielo". En 2012 se unió a la agencia de marketing Dogs Bollocks 5, DB5 Inc. En la actualidad, se dedica a la consultoría (centrándose en la faceta de diseño de estrategias) para una empresa especializada en análisis de medios de comunicación social. Al mismo tiempo, se dedica a escribir sobre los medios de comunicación social en su país de origen. Kaleynska tiene un espacio reservado en la revista científica nacional “Българска наука”/”Ciencia búlgara”/. Sus trabajos han sido publicados en numerosos periódicos y revistas en Europa del Este, incluyendo la revista Cosmopolitan.

## Carrera de modelo
En 2010, fue coronada Miss Bulgaria Diáspora EE. UU. y comenzó su carrera como modelo a pesar de su altura (1,68 cm). Ha participado en sesiones fotográficas de moda para marcas americanas y búlgaras. En 2011, fue la cara de Roma Moda en Sofía, Bulgaria, donde apoyó a diseñadores de ascendencia gitana. En 2014, se anunció que ella inspiró la colección de una marca boutique de alta gama en Nueva York. Se la ha asociado con agencias de modelos como Diaspora Models y Planete Chic.

## Obras de caridad
Kaleynska lleva participando en obras de caridad desde los 12 años. Trabajó en el Orfanato búlgaro de EE.UU. y en el Fondo de Ayuda Médica para recaudar fondos y entregar suministros médicos a los orfanatos en Bulgaria. En la actualidad, su trabajo voluntario se centra en ayudar a las niñas a través de GLOW (chicas lideran nuestro mundo) Leadership Academy, Bulgaria. El objetivo inicial de GLOW, un proyecto del Cuerpo de Paz, es informar a los jóvenes sobre temas como la salud sexual, trastornos alimenticios, abuso de drogas y la violencia doméstica, así como para darles una plataforma adecuada y el ambiente cómodo para compartir sus pensamientos y preocupaciones.
Tsvetta también promueve la lectura entre los jóvenes. Ella es la imagen de la campaña nacional de alfabetización “Да напълним Студентски град с книги” bajo el patrocinio del presidente de Bulgaria, Rosen Plevlenliev. En 2013, Tsvetta comenzó su propia campaña nacional de alfabetización – “Tsvetta por los colores de las lenguas” destinadas a distribuir libros en diferentes idiomas a las bibliotecas y escuelas y comunidades pequeñas de todo Bulgaria.